# Roxette
Roxette a fost o formație suedeză de muzică pop-rock, alcătuită din Marie Fredriksson (voce) și Per Gessle (voce și chitară). Formată în 1986, s-a bucurat de popularitate în țara natală, succesul internațional venind cu albumul Look Sharp! (1988), de pe care au fost extrase pe single șlagăre ca "The Look" și "Listen to Your Heart". În 1990 lansează piesa "It Must Have Been Love" de pe coloana sonoră a filmului Frumușica ce se bucură de asemenea de succes, fiind distribuită în peste nouă milioane de exemplare în toată lumea; "Listen to Your Heart" și "It Must Have Been Love" au fost difuzate de peste patru milioane de ori, separat, la radio. Albumul Joyride (1991) a devenit cel mai bine vândut album al lor, cu peste 11 milioane de copii distribuite internațional. După încă două albume de succes, grupul a luat o pauză la mijlocul anilor 1990; aveau să se întoarcă în 1999 cu albumul Have a Nice Day, care s-a bucurat de o popularitate restrânsă, deși "Wish I Could Fly" a devenit un hit de top 20 în mai multe țări. Grupul a mai luat o pauză în 2002, când Fredriksson a fost diagnosticată cu tumoră pe creier. Gessle a continuat să lucreze solo și cu Gyllene Tider până în 2009 când Roxette s-au reunit. În 2019, după ce a murit Marie Fredriksson, formația și-a încheiat activitatea.
De-a lungul carierei, grupul a vândut 60 de milioane de înregistrări internațional.

## Istoria

### Formarea (1979 - 1986)
Per Gessle și Marie Fredriksson s-au cunoscut în Halmstad, Suedia, la sfârșitul anilor 1970. Gessle cânta în Gyllene Tider, o formație populară în Suedia la acea vreme, iar Fredriksson în Strul and MaMas Barn (Copiii mamei), un grup ce nu se bucura de același succes. În 1981, Fredriksson a cântat pentru prima dată cu Gyllene Tider pe scenă și a fost voce de fundal pentru un album în suedeză, lansat de aceștia în 1982. Gessle a colaborat și cu Anni-Frid Lyngstad, fostă componentă ABBA pentru albumul ei din 1982, Something's Going On.
În timp ce lucra pentru primul ei album de studio, Het vind (Vânt fierbinte), Fredriksson a continuat să fie voce de fundal pentru Gyllene Tider. Singurul album în engleză al grupului, The Heartland Café, a fost lansat în februarie 1984 și s-a vândut în 45.000 de copii în Suedia. Potrivit lui Gessle, albumul a fost lansat după ce Capitol Records își manifestase interesul față de ei. Casa de discuri a selectat șase piese de pe album și a lansat un EP în Statele Unite, dar insistând ca grupul să-și schimbe numele. Gessle și ceilalți membri s-au decis asupra unui cântec de Dr. Feelgood din 1975, "Roxette".
Grupul, numit acum Roxette, a lansat o piesă în Statele Unite, "Teaser Japanese", dar care nu s-a bucurat de succes. Aceasta, alături de următoarele lansări s-au bucurat de succes totuși în Suedia, astfel că Gyllene Tider a susținut un turneu național. Totuși, "albumul a murit destul de curând, iar cariera internațională a murit înainte să înceapă", avea să declare Gessle. "Am decis să renunțăm momentan la Gyllene Tider." Gessle s-a întors în studioul de înregistrări, lansându-și al doilea album de studio în suedeză, Scener, în 1985, din nou, având-o pe Fredriksson ca voce de fundal.
Atunci directorul de managing al EMI, Rolf Nygren, a sugerat ca Gessle și Fredriksson să cânte împreună. Gessle a tradus un cântec numit "Svarta glas" în engleză, numindu-l "Neverending Love". Această primă lansare Roxette în formula consacrată s-a bucurat de succes în Suedia, atingând top 10 în clasament în vara anului 1986, fiind distribuit în 50.000 de exemplare.

### Debutul (1986 - 1987)
După succesul piesei "Neverending Love" în Suedia, Gessle și Fredriksson au înregistrat repede un album, traducând piese compuse de Gessle pentru al treilea lui album solo. Cu lansarea albumului Pearls of Passion din octombrie 1986, Roxette și-au păstrat popularitatea nou găsită. Unele piese au fost lansate și în afara Suediei,dar nu s-au bucurat de succes.

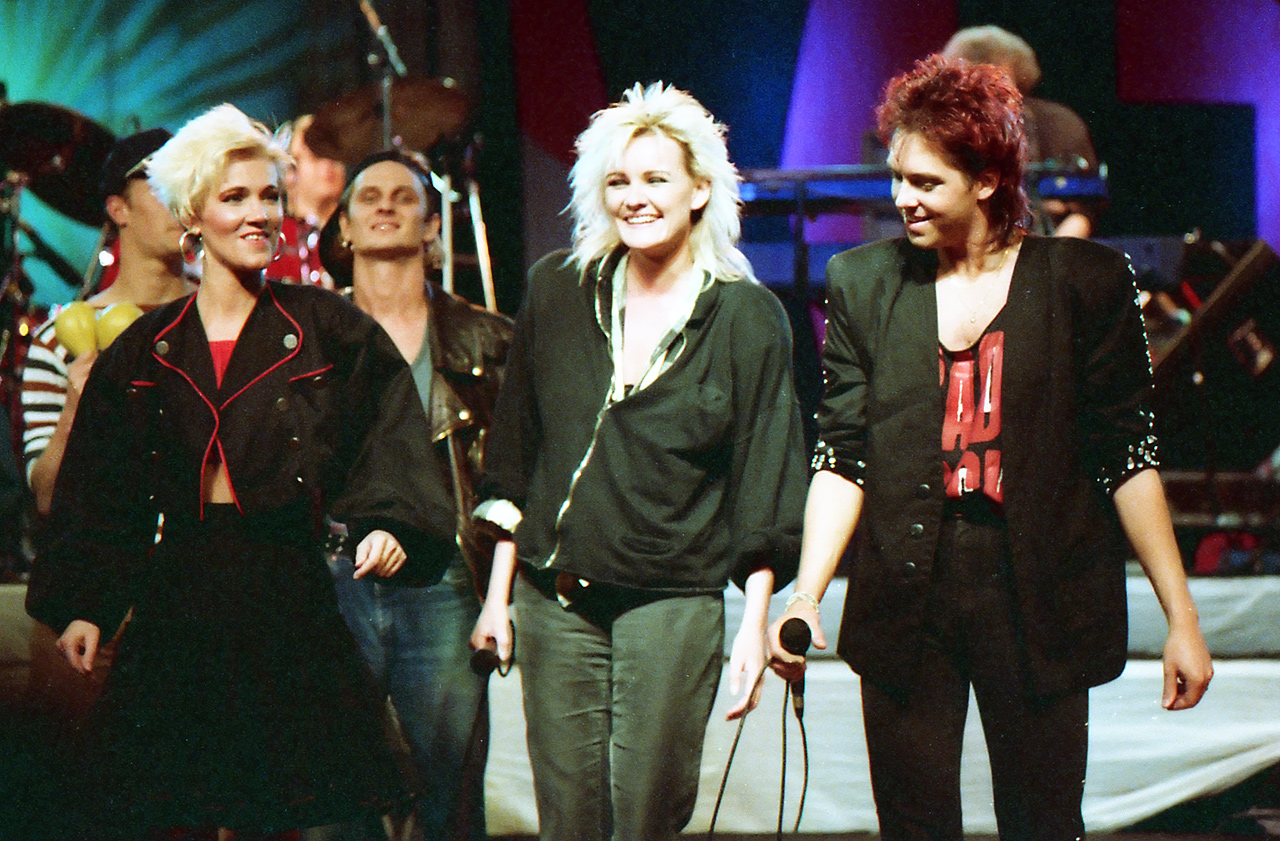
Roxette și Eva Dahlgren în timpului turneului Rock Runt Riket (1987).

În 1987, Fredriksson și-a lansat al treilea album de studio, Efter stormen. Între timp, Roxette au colaborat cu Eva Dahlgren și Ratata la o piesă, "I Want You". În același an, au lansat "It Must Have Been Love (Christmas For the Broken Hearted)" după ce EMI Germania le-a cerut grupului să producă o piesă pentru Crăciun. Cântecul s-a bucurat de succes în Suedia, dar EMI a decis împotriva lansării internaționale.
"Dressed for Success" și "Listen to Your Heart" au fost alese să promoveze al doilea album de studio în Suedia, intitulat Look Sharp!, Gessle și EMI dorind să scoată în evidență vocea lui Fredriksson. Gessle a declarat: "Mereu am crezut că ar trebui să promovăm piesele în care cânta Marie. Eu ca vocalist principal, n-a făcut parte din plan, nu al meu cel puțin". Ambele au devenit hit-uri de top 10 în  clasamentul suedez, în timp ce albumul, lansat în octombrie 1988, a staționat 14 săptămâni pe locul întâi. Criticul Måns Ivarsson a fost dezamăgit de album, considerând că pentru "două persoane atât de originale ca Marie Fredriksson și Per Gessle, albumul sună incredibil de convențional. Cel mai mult sar în evidență versurile. Versurile suedeze ale lui Gessle, cândva atât de subtile, au devenit non-sens dezolant în engleză. Albumul le-a adus grupului primele premii Rockbjörnen și lui Gessle primul Grammis pentru "Cel mai bun compozitor".
Cânt al treilea extras pe single de pe Look Sharp, "The Look", a devenit un nou șlagăr de top 10 în țara lor natală, Roxette încă nu erau cunoscuți internațional. În timp ce studia în Suedia printr-un program de schimb de experiență, un student din Minneapolis, Dean Cushman, a auzit piesa și a cumpărat o copie a albumului, aducând copia cu el acasă în următoarea vacanță. Acesta a trimis albumul unei stații radio din Minneapolis, KDWB 101.3 FM, care a difuzat "The Look"; piesa s-a dovedit populară, fiind cerută des de public, astfel că și alte posturi radio au început să o difuzeze. Single-ul a devenit un hit la radio înainte ca orice produs Roxette să fie lansat sau promovat oficial în Statele Unite. Fredriksson a dezmințit zvonurile care susțineau că studentul fusese plătit pentru a duce înregistrarea la stația radio.

### Succesul internațional (1988 - 1992)
EMI inițial nu considerase formația potrivita pentru piața americana, astfel ca Roxette nu aveau contract valabil acolo, dar după popularitatea înregistrată de "The Look", casa de discuri a decis promovarea piesei la nivel international. Piesa si albumul au fost lansate la începutul anului 1989, single-ul atingând primul loc în Billboard Hot 100, și în 25 de alte tari.
"Dressed for Success", cu Fredriksson pe voce principală și Gessle pe voce secundară, a fost al doilea extras pe single international, devenind un hit de top 20 in Billboard Hot 100 si top 3 in Australia. "Listen to Your Heart" a fost lansat curând, fiind comparat cu baladele rock ale formației Heart. A petrecut o săptămâna pe locul întâi al ierarhiei Billboard Hot 100 în noiembrie 1989, fiind primul single clasat pe prima poziție a topului, fără sa fie lansat pe vinil de 7".
Un al patrulea single, "Dangerous" a fost lansat la sfârșitul anului, atingând locul doi în Billboard Hot 100 și Canada, precum și top 10 în Australia, Germania și Regatul Unit.
În această perioadă Touchstone Pictures le-a propus formației și casei de discuri sa înregistreze o piesa pentru coloana sonora a unui viitor film, Frumușica, cu Richard Gere și Julia Roberts în rolurile principale. Gessle a susținut că "It Must Have Been Love", un cântec vechi de doi ani, a fost ales pentru că Roxette nu avuseseră timp să înregistreze ceva nou. Producătorii filmului l-au refuzat, cerând altă piesă, dar Gessle a refuzat. Câteva săptămâni mai târziu, după ce filmul a fost reeditat, producătorii au cerut "It Must Have Been Love", cerând ca versul despre Crăciun să fie modificat.
Deși n-a fost primul single de pe coloana sonoră, "It Must Have Been Love" s-a dovedit a fi un hit și cel mai de succes single al formației. Cântecul a atins locul întâi în mai multe țări, inclusiv Australia, Elveția și Statele Unite, unde a fost al doilea cel mai de succes single al anului. Coloana sonoră a primit triplu disc de platină din partea RIAA.

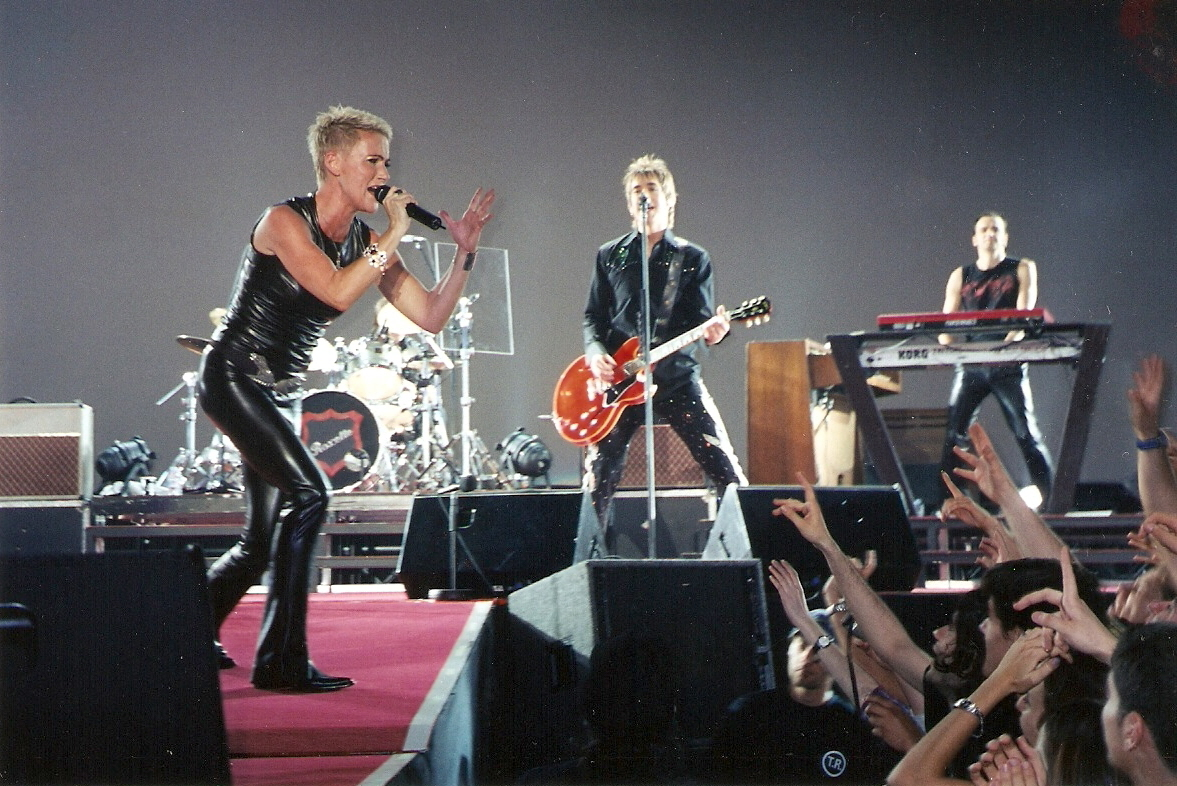
Roxette în 2001

La sfârșitul anului 1990, Roxette terminaseră un turneu și s-au întors în Suedia pentru a înregistra un nou album, Joyride. Lansat în martie 1991, a devenit un succes critic și comercial, devenind cel mai bine vândut album al grupului. Casa de discuri EMI a investit peste două milioane de dolari în promovarea albumului, ce avea să petreacă peste un an în Billboard 200 și să staționeze pe primul loc în clasamentul german timp de 13 săptămâni și peste un an. J.D. Considine de la revista Rolling Stone a spus despre Joyride: "By emphasizing its sense of personality, Roxette delivers more than just well-constructed hooks; this music has heart, something that makes even the catchiest melody more appealing." Succesul le-a adus două premii Rockbjörnen pentru "Cel mai bun album suedez", respectiv 'Cel mai bun grup suedez".
"Joyride" a devenit primul disc single al grupului clasat pe locul întâi în țara lor natală. A mai ocupat această poziție în peste 25 de țări, inclusiv Australia, Germania și Statele Unite; a devenit al patrulea și ultimul single al grupului ce a ocupat primul loc în Billboard Hot 100. Cântecul a fost nominalizat pentru "Cel mai bine vândut single al unui artist străin" la Premiile Juno (Canada). Al doilea single, "Fading Like a Flower (Every Time You Leave)", o "power ballad" în stilul "Listen to Your Heart", a atins locul doi în Statele Unite, bucurându-se de succes în mai multe țări.

## Discografie
| Albume de studio - Pearls of Passion (1986) - Look Sharp! (1988) - Joyride (1991) - Tourism (1992) - Crash! Boom! Bang! (1994) - Have a Nice Day (1999) - Room Service (2001) - Charm School (2011) - Travelling (2012) - Good Karma (2016) | Compilații - Rarities (1995) - Don't Bore Us, Get to the Chorus! (1995) - Baladas En Español (1996) - The Ballad Hits (2002) - The Pop Hits (2003) - A Collection of Roxette Hits: Their 20 Greatest Songs! (2006) |

## Turnee

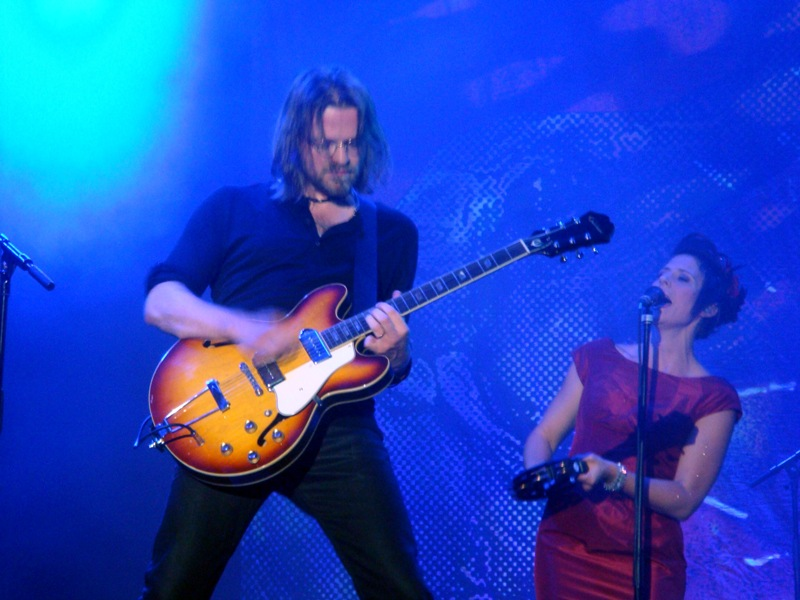
Christoffer Lundquist (chitarist) și Malin Ekstrand (back vocal), acompaniând Roxette în cadrul turneului european din 2010

- Rock Runt Riket Swedish Tour (cu Eva Dahlgren și Ratata)  (1987) [34]
- Look Sharp '88! Tour Swedish Tour (1988) [34]
- Look Sharp Live! European Tour (1989)[34]
- Join the Joyride! World Tour (1991/92) [34]
- The Summer Joyride – European Tour (1992) [34]
- Crash! Boom! Bang! World Tour (1994/95) [34]
- Room Service Tour (2001)[34]
- Night of the Proms (2009)
- European Tour (2010)[34]
- Charm School – The World Tour (2011/12) [35]

## Premii
| An   | Beneficiar         | Premiu                                                         | Rezultat     |
| ---- | ------------------ | -------------------------------------------------------------- | ------------ |
| 1988 | Look Sharp         | Grammis (Sweden) – Composer of the Year (Gessle)               | Câștigat     |
| 1988 | Look Sharp         | Rockbjörnen (Sweden) – Best Swedish Album                      | Câștigat     |
| 1988 | Roxette            | Rockbjörnen (Sweden) – Best Swedish Group                      | Câștigat     |
| 1989 | "The Look"         | MTV Video Award (USA) – International Viewer's Choice (Europe) | Câștigat     |
| 1989 | Roxette            | Rockbjörnen (Sweden) – Best Swedish Group                      | Câștigat     |
| 1989 | Roxette            | Silver Bravo Otto (Germany) – Best rock/pop Group              | Câștigat     |
| 1990 | Roxette            | Bronze Bravo Otto – Best rock/pop group                        | Câștigat     |
| 1991 | Roxette            | Brit Award (UK) – Best international group                     | Nominalizare |
| 1991 | Roxette            | Silver Bravo Otto – Best rock/pop group                        | Câștigat     |
| 1991 | Roxette            | Rockbjörnen (Sweden) – Best Swedish Group                      | Câștigat     |
| 1991 | Joyride            | Rockbjörnen (Sweden) – Best Swedish Album                      | Câștigat     |
| 1991 | Joyride            | Grammis – Pop Group of the Year                                | Câștigat     |
| 1991 | "Joyride"          | MTV Video Award – International Viewer's Choice (Europe)       | Câștigat     |
| 1991 | Roxette            | Australian Music Awards – Most Popular International Group     | Câștigat     |
| 1992 | Roxette            | Gold Bravo Otto – Best rock/pop Group                          | Câștigat     |
| 1992 | Roxette            | Rockbjörnen (Sweden) – Best Swedish Group                      | Câștigat     |
| 1992 | "Joyride"          | Juno Award (Canada) – Best Selling Single by a Foreign Artist  | Nominalizare |
| 1992 | Roxette            | Echo (Germany) –International Group of the Year                | Nominalizare |
| 1993 | Roxette            | Echo (Germany) –International Group of the Year                | Nominalizare |
| 1995 | Roxette            | Echo (Germany) –International Group of the Year                | Nominalizare |
| 1999 | "Wish I Could Fly" | Fono Music Award (Europe) – European No. 1 Airplay hit         | Câștigat     |
| 2000 | Roxette            | WMA – Best selling Scandinavian artist                         | Câștigat     |
| 2002 | Roxette            | Grammis (Sweden) – Government Music Export Prize               | Câștigat     |
| 2003 | Roxette            | WMA – Best selling Scandinavian artist                         | Câștigat     |